# Михаил Вълков
Михаил Иванов Вълков е български офицер, генерал-майор, губернатор на Македонско военно губернаторство през Балканската война (1912 – 1913), командир на Самоковския отряд през Междусъюзническата война (1913).

## Биография
Михаил Вълков е роден на 15 ноември 1858 година в Татар Пазарджик, Османска империя. На 17 април 1887 г. е произведен в чин майор. На 9 октомври 1890 г. е назначен за командир на 13-и пехотен рилски полк, на която длъжност е до 22 януари 1893 година. На 2 август 1895 г. е произведен в чин полковник. Като полковник командва 2-ра бригада от 4-та пехотна преславска дивизия.
През Балканската война (1912 – 1913) генерал Вълков е назначен за губернатор на Македонското военно губернаторство, на която служба е до юли 1913 година, когато поема командването на Самоковския отряд с когото взема участие в Междусъюзническата война.

## Военни звания
- Подпоручик (9 май 1879)
- Поручик (13 юли 1881)
- Капитан (9 септември 1885)
- Майор (17 април 1887)
- Подполковник (2 август 1891)
- Полковник (2 август 1895)
- Генерал-майор